# Heinz Lohse

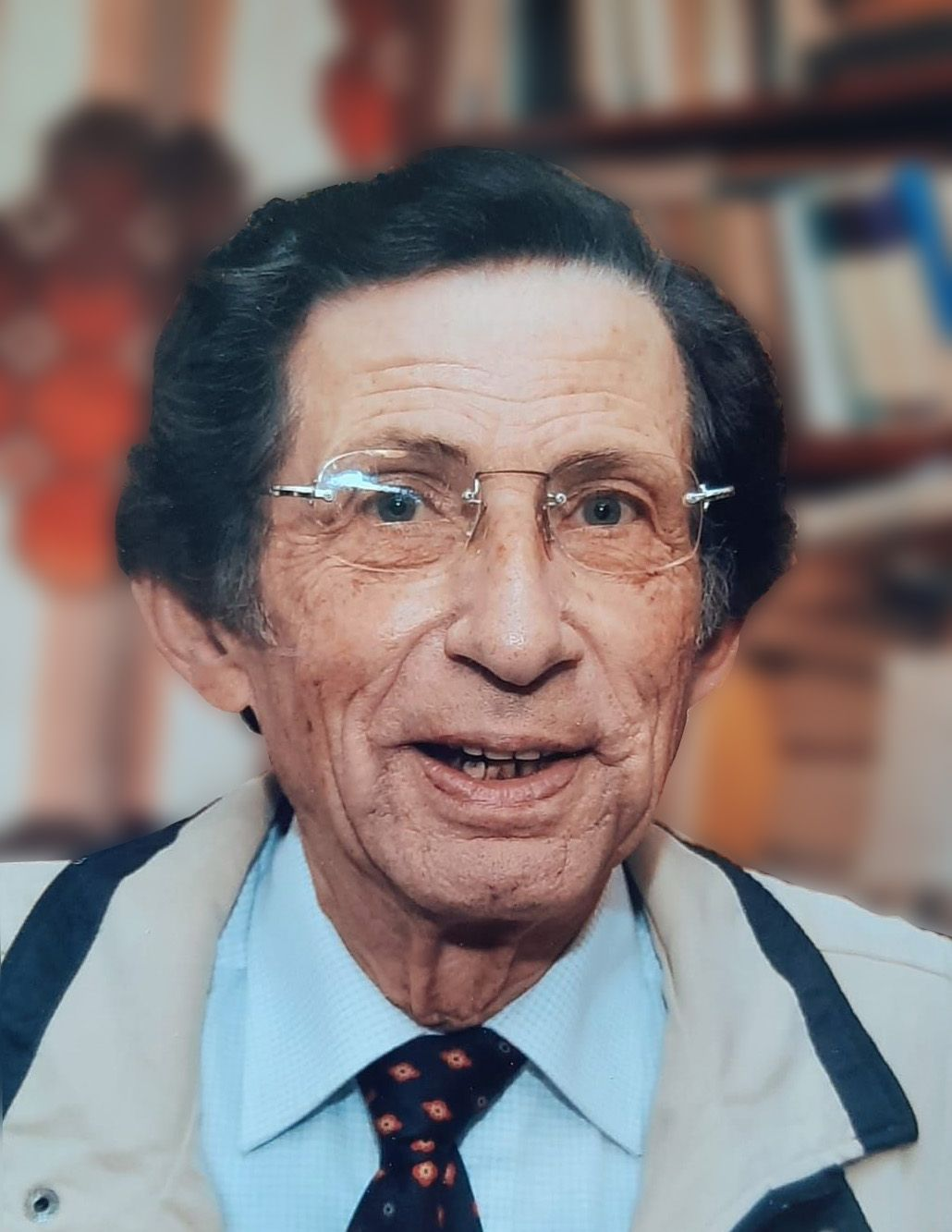
Heinz Lohse (2008)

Heinz Albin Hermann Lohse (* 6. Oktober 1928 in Leipzig) ist ein deutscher Mathematiker und Erziehungswissenschaftler.

## Leben
Nach der Volksschule besuchte Heinz Lohse ab 1939 die Humboldtschule Leipzig (damals Höhere Knabenschule) und gehörte zu den als Luftschutz-Wachdienst eingesetzten vier Schülern, die zusammen mit einem Lehrer und dem Hausmeister bei dem schwersten Bombenangriff auf Leipzig am 4. Dezember 1943 durch das Löschen der durch 12 Stabbrandbomben im Dachgeschoss erzeugten Brände das Hauptgebäude der Schule retteten Anfang April 1945 wurde er zum Reichsarbeitsdienst einberufen. Der vorgesehene militärische Einsatz der 16-jährigen Arbeitsmänner Richtung Berlin kam nicht mehr zustande, und er geriet am 24. April 1945 in amerikanische Gefangenschaft, die er zehn Wochen lang im berüchtigten Lager Bad Kreuznach-Bretzenheim erlitt. Eine glückhafte Fügung ließ ihn am 30. Juni nach Leipzig zurückkehren.
1947 legte er sein Abitur an der Humboldtschule ab und studierte bis 1952 an der Universität Leipzig für das höhere Lehramt Mathematik im Hauptfach (u. a. bei Herbert Beckert, Ernst Hölder und Walter Schnee) sowie Physik (bei Friedrich Hund) und Geographie (bei Ernst Neef) als Zweitfächer.
Von 1952 bis 1964 war er als Lehrer an Leipziger Erweiterten Oberschulen tätig, zuerst an „seiner“ Humboldtschule. Ende der 1950er Jahre leitete er eine der 25 Versuchsklassen der DDR zur Einführung des Modells „Abitur mit Facharbeiterbrief“ (Dreher, Elektromechaniker, Chemiefacharb. etc.). Aus seiner Beschäftigung mit Kybernetik und Rechentechnik seit 1958 resultierte die Idee der Einführung des Berufsbildes „Technischer Rechner“, die er auch umsetzte. Zwölf seiner Schüler wurden als erste in Deutschland zugleich mit dem Abiturabschluss Facharbeiter für Technisches Rechnen.
1964 wurde Lohse Wissenschaftlicher Mitarbeiter am Institut für Psychologie „Wilhelm Wundt“ der Universität Leipzig. Die Hauptgebiete seiner Lehr- und Forschungstätigkeit waren Mathematik, Forschungsstatistik, programmiertes Lehren und Lernen (pädagogisch-psychologische Grundlagen von E-Learning), Lehr- und Lernsoftware sowie pädagogische Psychologie.
1969 erfolgte seine Promotion zum Dr. phil. (mit dem Prädikat magna cum laude). 1971 erlangte er die Facultas Docendi für Mathematik und Kybernetik und 1975 die Habilitation (Promotion B). Von 1971 bis 1980 war er auch Hochschul-Dozent für Methodik der Hochschullehre, die im Gegensatz zur Methodik für allgemeinbildende Schulen eine gewisse Singularität besaß. 1973/74 absolvierte er ein Zusatzstudium für Forschungsmethodik und Bildungskybernetik an der Lomonossow-Universität Moskau, hier insbesondere bei den Professoren Boris Wladimirowitsch Gnedenko (Mathematik/Statistik), Talysina (Psychologie) und Landa (Kybernetik, Pädagogik).
Als Leiter der Arbeitsgemeinschaft „Programmierter Mathematikunterricht“ war er in den 70er Jahren an den Großversuchen der Akademie der Pädagogischen Wissenschaften zur Einführung des programmierten Lernens und des elektronischen Taschenrechners in den Schulunterricht maßgeblich beteiligt. 1980 wirkte er aktiv an der Vorbereitung und Durchführung des XXII. Weltkongresses für Psychologie in Leipzig mit.
Von 1981 bis 1993 hatte er eine Professur mit Lehrstuhl für Unterrichtsmethodik der Datenverarbeitung an der Technischen Universität Dresden, Sektion Berufspädagogik inne (nach der Wende Fakultät für Erziehungswissenschaften mit der Professur Fachdidaktik Mathematik/Informatik). Erziehungswissenschaft und Berufspädagogik waren hier seine Hauptarbeitsfelder.
Bis 1990 war er Mitglied der Gesellschaft für Psychologie in der DDR, bis 1989 der Gesellschaft für Mathematik und von 1990 bis 2008 der Gesellschaft für Didaktik der Mathematik.
Seit seiner Emeritierung 1993 übt er eine rege Vortragstätigkeit (95 Themen bis 2016) und Projektbearbeitung aus. Er war 1997 einer der Initiatoren, dann Gestalter und wissenschaftlicher Begleiter des Projekts Senioren @ns Netz, bei dem an bis zu 60 Schulen Gymnasiasten ältere Menschen in die Anwendung des Personal Computers einführten. Aus Teilnehmern dieser Lehrgänge bildeten sich zahlreiche Computer-Clubs. Die lehrenden Schüler profitierten dabei an Kompetenz und Selbstbewusstsein, was mitunter zur Gründung eigener Firmen führte.
Von 1995 bis 2000 war er Direktor des Instituts für Kybernetik, Berlin, und nach dessen Umwandlung in die (Deutsche) Gesellschaft für Kybernetik e. V. bis 2003 der 1. Vorsitzende in deren Vorstand.
Von 1991 bis 2007 wirkte er in der Auswahlkommission zur Förderung hochbegabter Studenten im Rahmen der Friedrich-Naumann-Stiftung mit.
Bereits als Student war Heinz Lohse 1948 der liberalen Partei im Osten Deutschlands (LDPD) beigetreten und bekam 2018 als nunmehriges Mitglied der FDP, in der er auch in Landes- und Bundesgremien tätig war, für 70-jährige Mitgliedschaft die Theodor-Heuss-Ehrennadel in Gold. Er engagierte sich von 2013 bis 2020 in der im Geburtshaus von Hans-Dietrich Genscher (Genscher-Haus) in Halle (Saale) eingerichteten Ausstellung „Einheit in Freiheit“ als Vortragender, Moderator und Führer.
Heinz Lohse ist verheiratet und hat vier Kinder aus zwei früheren Ehen.

## Auszeichnungen
- 1963: Pestalozzi-Medaille in Bronze, 1972 in Silber, 1982 in Gold
- 1964: Artur-Becker-Medaille in Silber
- 1970: Ehrenabzeichen des Deutschen Kulturbundes
- 1970: Johannes-R.-Becher-Medaille
- 1989: Verdienstmedaille der DDR
- 2018: Theodor-Heuss-Ehrennadel in Gold

## Schriften
- H. Lohse: Elementare Zahlenfolgen, Lehrprogramm. Karl-Marx-Universität, Leipzig 1967–68.
- H. Lohse: Effekt- und Verlaufsanalyse programmierten Lernens. (Diss. A), Leipzig 1969.
- H. Lohse (Hrsg.): E[lektronische] D[aten-]V[erarbeitung]. Lehrprogrammbücher Hochschulstudium. 4 Teile, Akademische Verl. Ges., Leipzig 1973/4.
- H. Lohse (Hrsg.): Mathematik – Lehrprogrammbücher, Hochschulstudium. 7 Bände, Akademische Verl. Ges., Leipzig 1972–1978.
- H. Lohse: R. Ludwig: Statistik für Forschung und Beruf. Fachbuchverlag, Leipzig 1973.
- G. Clauß, H. Conrad, W. Knöchel, H. Lohse: Einführung in die Programmierung von Lehr- und Lernprozessen. Eine Anleitung für Lehrende an Hoch- und Fachschulen. Deutscher Verlag d. Wiss., Berlin 1976.
- G. Clauß, J. Guthke, H. Lohse: Lernpsychologische Hinweise zur Unterrichtsgestaltung – Programmiertes Lehrmaterial für Lehrende aller Fachrichtungen. Volk und Wissen, Berlin 1976.
- W. Ihbe, H. Lohse. R. Schöne: Programmierte Lehr- und Lernmittel. Deutscher Verlag d. Wiss., Berlin 1978.
- E. Berane, K.-H. Gärtner, H. Lohse: Wiederholungsprogramm Gleichungen und Funktionen. Fachbuchverlag, Leipzig 1980.
- H. Lohse u. R. Ludwig: Prüfstatistik. Fachbuchverlag, Leipzig 1982.
- R. Ludwig, M. Röhr, H. Lohse: Statistische Verfahren für Psychologen, Pädagogen und Soziologen. Volk und Wissen, Berlin 1982.
- H. Lohse: Elementare Statistik. Volk und Wissen, Berlin 1983.
- H. Lohse: Generationendialog am Computer und im Internet. In: I. Helmreich: Das Internet ist reif: Die Generation 50 Plus entdeckt ein Medium. Wien 2003, ISBN 3-901761-22-5.
- H. Lohse: Empirische Untersuchungen in Diplomarbeiten. und Bewertung von Diplomarbeiten. In: S. Engel, K. W. Slapnicar (Hrsg.): Die Diplomarbeit. Stuttgart 2003, ISBN 3-7910-9240-5.
- H. Lohse (Hrsg.): Die Humboldtschule im Wandel der Zeiten – Zur 100jährigen Geschichte eines Leipziger Gymnasiums, Teil 1 1910 bis 1960. 3. Auflage Leipzig 2011.
- H. Lohse: Mein Leben – unsere Leben. Eine Familienchronik über 164 Jahre und sechs Generationen August 1847 – Dezember 2011. Leipzig 2011
- H. Lohse: Lebensepisoden – Höhepunkte, Alltag und Bilanz. Wahre Begebenheiten, Ereignisse und Einsichten aus neun Jahrzehnten meines Lebens in vier Gesellschaftsordnungen. Leipzig 2017